# Kreis Hegyhát
Hegyhát (ungarisch Hegyháti járás) ist der nördlichste Kreis im südungarischen Komitat Baranya. Er grenzt im Norden an die Komitate Somogy und Tolna. Der Kreis wurde im Rahmen der ungarischen Verwaltungsreform Anfang 2013 mit 25 Gemeinden aus dem aufgelösten Kleingebiet Sásd (ungarisch Sásdi kistérség) gebildet. Zwei Gemeinden wechselten in den südlicher gelegenen Nachbarkreis Komló. Der kleine Kreis Hegyhát hat die zweitniedrigste Bevölkerungsdichte im Komitat Baranya. Der Kreissitz befindet sich in der größten Stadt, Sásd.

## Gemeindeübersicht
| Gemeinde           | Status   | Herkunft Kleingebiet | Einwohnerzahl | Einwohnerzahl | Einwohnerzahl | Fläche     | Bevölkerungs- dichte (Ew./km²) |
| Gemeinde           | Status   | Herkunft Kleingebiet | 01.10.2011    | 01.01.2013    | 01.01.2016    | 01.01.2016 | Bevölkerungs- dichte (Ew./km²) |
| ------------------ | -------- | -------------------- | ------------- | ------------- | ------------- | ---------- | ------------------------------ |
| Ág                 | Gemeinde | Sásd                 | 177           | 185           | 192           | 12,03      | 16,0                           |
| Alsómocsolád       | Gemeinde | Sásd                 | 311           | 300           | 284           | 13,00      | 21,8                           |
| Bakóca             | Gemeinde | Sásd                 | 271           | 291           | 268           | 10,65      | 25,2                           |
| Baranyajenő        | Gemeinde | Sásd                 | 442           | 442           | 417           | 15,55      | 26,8                           |
| Baranyaszentgyörgy | Gemeinde | Sásd                 | 144           | 150           | 149           | 7,27       | 20,5                           |
| Felsőegerszeg      | Gemeinde | Sásd                 | 137           | 129           | 123           | 4,84       | 25,4                           |
| Gerényes           | Gemeinde | Sásd                 | 248           | 240           | 242           | 12,34      | 19,6                           |
| Gödre              | Gemeinde | Sásd                 | 917           | 876           | 844           | 39,93      | 21,1                           |
| Kisbeszterce       | Gemeinde | Sásd                 | 84            | 89            | 81            | 7,47       | 10,8                           |
| Kishajmás          | Gemeinde | Sásd                 | 208           | 204           | 190           | 11,76      | 16,2                           |
| Kisvaszar          | Gemeinde | Sásd                 | 337           | 323           | 311           | 20,35      | 15,3                           |
| Mágocs             | Stadt    | Sásd                 | 2.388         | 2.376         | 2.316         | 42,54      | 54,4                           |
| Mekényes           | Gemeinde | Sásd                 | 285           | 291           | 284           | 17,77      | 16,0                           |
| Meződ              | Gemeinde | Sásd                 | 134           | 129           | 129           | 10,41      | 12,4                           |
| Mindszentgodisa    | Gemeinde | Sásd                 | 836           | 840           | 836           | 22,97      | 36,4                           |
| Nagyhajmás         | Gemeinde | Sásd                 | 340           | 338           | 311           | 18,01      | 17,3                           |
| Palé               | Gemeinde | Sásd                 | 93            | 96            | 90            | 2,15       | 41,9                           |
| Sásd               | Stadt    | Sásd                 | 3.237         | 3.165         | 3.053         | 14,88      | 205,2                          |
| Szágy              | Gemeinde | Sásd                 | 145           | 151           | 134           | 9,40       | 14,3                           |
| Tarrós             | Gemeinde | Sásd                 | 133           | 130           | 124           | 5,29       | 23,4                           |
| Tékes              | Gemeinde | Sásd                 | 239           | 244           | 234           | 12,56      | 18,6                           |
| Tormás             | Gemeinde | Sásd                 | 298           | 300           | 267           | 24,70      | 10,8                           |
| Varga              | Gemeinde | Sásd                 | 102           | 103           | 82            | 8,36       | 9,8                            |
| Vásárosdombó       | Gemeinde | Sásd                 | 1.107         | 1.120         | 1.079         | 11,74      | 91,9                           |
| Vázsnok            | Gemeinde | Sásd                 | 131           | 150           | 139           | 4,75       | 29,3                           |
| Kreis Hegyhát      |          |                      | 12.744        | 12.662        | 12.179        | 360,72     | 33,8                           |